# Nikos Christodoulides
Nikos Christodoulides (în greacă Νίκος Χριστοδουλίδης; n. 6 decembrie 1973, Geroskipou, Eparchia Pafou, Cipru) este un politician, diplomat și academician cipriot, care ocupă funcția de președinte al Ciprului din 2023. Anterior, a fost purtător de cuvânt al Guvernului între 2014 și 2018 și ministru al afacerilor externe între 2018 și 2022, ambele funcții deținute în timpul mandatului predecesorului său, Nikos Anastasiades. Fost membru al partidului Adunarea Democratică, este independent din momentul în care a fost exclus din partid pentru că a candidat la alegerile prezidențiale din 2023 împotriva candidatului susținut de formațiune.
Christodoulides și-a început cariera ca diplomat în 1999, activând totodată ca lector și cercetător la Universitatea din Cipru între 2007 și 2010. Ulterior, a făcut parte din al doilea guvern Anastasiades până la demisia sa din ianuarie 2022, pentru a candida la alegerile prezidențiale, în care l-a învins pe Andreas Mavroyiannis în turul al doilea și a preluat funcția la 28 februarie 2023. Este primul lider cipriot născut în Cipru după obținerea independenței față de dominația britanică.

## Biografie
Nikos Christodoulides s-a născut în Geroskipou la 6 decembrie 1973, fiul unei mame din Geroskipou și al unui tată din Choulou. A absolvit Liceul A' Ethnarch Makarios III din Paphos în 1991, și și-a încheiat serviciul militar obligatoriu de doi ani în Garda Națională Cipriotă în 1993. A absolvit Queens College din New York în 1997, cu specializări în științe politice, economie și studii bizantine și neoelenice. A urmat apoi studii postuniversitare în științe politice la Universitatea din New York și în studii diplomatice la Academia Mediteraneană de Studii Diplomatice a Universității din Malta. În 2003, a obținut titlul de doctor în științe politice și administrație publică la Universitatea din Atena.

## Activitate anterioară președinției

### Academie
Christodoulides a predat și a lucrat ca asociat de cercetare fără statut de titular la Departamentul de Istorie și Arheologie al Universității din Cipru, unde a predat istoria lumii postbelice.

### Diplomație
Christodoulides a intrat în serviciul diplomatic în 1999. A ocupat diverse funcții, inclusiv cea de director al Cabinetului ministrului afacerilor externe, purtător de cuvânt al Președinției cipriote la Consiliul Uniunii Europene la Bruxelles, adjunct al șefului misiunii la Ambasada Ciprului în Grecia, director al Cabinetului secretarului general al Ministerului Afacerilor Externe și consul general al Înaltului Comisariat al Republicii Cipru în Regatul Unit. Între 2013 și 2018, a fost director al Cabinetului Diplomatic al Președintelui Ciprului.

### Purtător de cuvânt al Guvernului
Christodoulides a fost numit purtător de cuvânt al Guvernului la 14 aprilie 2014 și a demisionat la încheierea primului mandat al lui Nikos Anastasiades, la 28 februarie 2018.

### Ministru al Afacerilor Externe
La 1 martie 2018, după realegerea lui Anastasiades, Christodoulides a fost numit în cabinetul acestuia ca ministru al afacerilor externe. La 6 martie 2018, a declarat că Nicosia nu va fi influențată de incursiunile Turciei în zona economică exclusivă a Ciprului. În timpul unei întâlniri privind cooperarea greco-cipriotă cu premierul grec Alexis Tsipras, a afirmat că reunificarea Ciprului reprezintă obiectivul lor principal.
În mai 2018, Christodoulides a solicitat oficial Organizației Națiunilor Unite să se pregătească pentru o reluare rapidă a procesului de reunificare. După o întâlnire cu ministrul grec de externe, Nikos Kotzias⁠(d), la 7 mai 2018, el l-a lăudat pe secretarul general al ONU, António Guterres, pentru trimiterea unui reprezentant special al ONU cu scopul de a evalua atmosfera în vederea reluării negocierilor.
În iunie 2018, Christodoulides a vizitat Israelul și s-a întâlnit cu premierul Beniamin Netanyahu și președintele Reuven Rivlin. Aceștia au discutat despre evoluțiile regionale și consolidarea relațiilor bilaterale în domeniul energiei și al situațiilor de urgență. De asemenea, au abordat subiectul incursiunilor turcești și cooperarea strategică privind gazoductul planificat EastMed. Tot în iunie 2018, Christodoulides a salutat anunțul executivilor ExxonMobil de a accelera calendarul pentru începerea operațiunilor de foraj în Blocul 10 al Zonei Economice Exclusive. Operațiunile erau planificate pentru trimestrul al patrulea al anului 2018, dar nu au început decât în 2021.
La 17 iulie 2018, Christodoulides s-a întâlnit la Bruxelles cu Înaltul Reprezentant al UE, Federica Mogherini. Ei au discutat despre rolul potențial al Uniunii Europene în reluarea negocierilor de pace blocate cu Turcia. În timpul vizitei, el a declarat că Ciprul „nu are luxul unui nou eșec al negocierilor” și că „Turcia trebuie să se conformeze standardelor europene și dreptului internațional”.
La 15 iulie 2020, Christodoulides a comentat ciocnirile armeano-azere din 2020, condamnând „încălcarea încetării focului de către Azerbaidjan” și făcând apel la „reținerea părților pentru a reduce tensiunile din regiune”.
Christodoulides a fost numit Cavaler al Sfântului Mormânt în 2018 și a fost decorat cu Ordinul Drapelului Sârbesc la 5 aprilie 2021 de către președintele Aleksandar Vučić.

## Alegerile prezidențiale din 2023
După luni de speculații privind o posibilă candidatură la alegerile prezidențiale din 2023, Christodoulides și-a exprimat interesul într-o conferință de presă organizată la Ministerul Afacerilor Externe pe 9 ianuarie. A doua zi, și-a dat demisia din funcția de ministru și a fost înlocuit curând de Ioannis Kasoulides.
În iunie 2022, Christodoulides și-a anunțat oficial candidatura ca independent, deși era membru al partidului Adunarea Democratică, care îl desemnase pe Averof Neofytou drept candidat prezidențial. La 5 ianuarie 2023, după depunerea oficială a candidaturii, a fost exclus oficial din partid. A obținut sprijinul unor partide mai mici, inclusiv Partidul Democrat, Mișcarea pentru Democrație Socială și Alinierea Democrată, reușind totodată să atragă o parte considerabilă a susținătorilor fostului său partid.
Christodoulides a câștigat primul tur al alegerilor cu 32,04% din voturi, fiind ulterior susținut de președintele în exercițiu, Anastasiades. După ce a câștigat turul al doilea cu 51,92% din voturi (în fața candidatului independent Andreas Mavroyiannis, susținut de Partidul Progresist al Poporului Muncitor, care a obținut 48,08%), Christodoulides a fost declarat câștigător și a devenit președinte ales.

## Președinția

### Problema cipriotă
Christodoulides a fost învestit în funcția de președinte la 28 februarie 2023. El a declarat că prioritatea sa principală este găsirea unei soluții pentru problema cipriotă. Pentru a relansa negocierile între cele două părți, a solicitat numirea unui trimis special al ONU. Propunerea sa a fost acceptată de António Guterres, care a numit-o pe diplomata columbiană María Ángela Holguín Cuéllar⁠(d) cu scopul de a facilita procesul diplomatic. Cuéllar a sosit în Cipru în ianuarie 2024, după ce se întâlnise deja cu Colin Stewart (reprezentantul permanent al ONU pentru Cipru la New York) și are în plan vizite în țările garante: Grecia, Turcia și Regatul Unit.

### Inițiativa Amalthea
La un summit al Consiliului European din 26 octombrie 2023 și la Forumul Păcii de la Paris din 2023, organizat de președintele francez Emmanuel Macron, Christodoulides și-a prezentat inițiativa de a deschide un coridor maritim între Cipru și Gaza, având ca scop livrarea de ajutor umanitar către Gaza în timpul războiului din Gaza. Având în vedere distanța mică dintre Cipru și zona de conflict, Christodoulides a propus utilizarea portului Larnaca pentru transportul pe mare al unor cantități semnificative de ajutor umanitar. Ajutorul urma să fie colectat, inspectat și depozitat în Cipru; după verificări zilnice efectuate de un comitet mixt, inclusiv reprezentanți israelieni, ajutorul ar fi trimis în Gaza. Vasele urmau să fie escortate de nave de război și să ajungă într-o zonă neutră desemnată pe coasta Gazei.
Christodoulides a efectuat vizite la președintele Egiptului, Abdel Fattah el-Sisi, și la regele Abdullah al Iordaniei pentru a-i informa cu privire la coridorul umanitar propus, discutând totodată inițiativa și cu cancelarul german Olaf Scholz, într-o convorbire telefonică. Inițiativa a fost recunoscută pozitiv de către comunitatea internațională și a primit aprobarea guvernului israelian. Primul pas a fost realizat la 1 ianuarie 2024, când Cipru și Regatul Unit au colaborat pentru a trimite cu succes 87 de tone de ajutor umanitar către Gaza prin Port Said din Egipt. Ajutorul a fost apoi transferat prin punctul de trecere Rafah, fără controale de securitate în Israel.
La 4 martie 2024, Ursula von der Leyen a declarat sprijinul Comisiei Europene pentru inițiativa coridorului umanitar propusă de Cipru, programând o vizită în Cipru pentru 8 martie, în vederea evaluării infrastructurii. Inițiativa a primit, de asemenea, sprijinul Statelor Unite ale Americii, președintele Joe Biden anunțând pe 8 martie că Forțele Armate ale SUA vor înființa un port temporar în Gaza pentru a îmbunătăți livrarea ajutorului umanitar pe cale maritimă. Portul va putea primi nave mari care transportă alimente, medicamente și apă, primele transporturi urmând să sosească din Cipru. Statele Unite vor colabora în materie de securitate și vor coordona acțiunile cu agențiile ONU și operațiunile umanitare din teren. Coridorul este susținut și prin ajutor umanitar oferit de Emiratele Arabe Unite.
La 12 martie 2024, nava Open Arms a ONG-ului spaniol omonim a plecat din portul Larnaca pentru a livra ajutor umanitar în Gaza. Nava a remorcat o barjă încărcată cu provizii furnizate de organizația caritabilă americană World Central Kitchen și finanțate de Emiratele Arabe Unite. Ajutorul a inclus 200 de tone de alimente de bază, precum orez, făină și conserve de ton. Nava a ajuns într-o locație nedezvăluită de pe coasta Gazei, navigând pe un coridor maritim nou deschis. Misiunea s-a confruntat cu mai multe dificultăți tehnice, inclusiv în ceea ce privește capacitatea și condițiile meteorologice. Construcția unui debarcader improvizat în Gaza a permis descărcarea ajutorului, depășind restricțiile impuse de Israel privind contactul direct cu populația din Gaza.
La 21 martie 2024, tehnocrați din 36 de țări s-au reunit la Centrul de Coordonare Zenon din Larnaca pentru a discuta consolidarea planului, într-un moment care a coincis cu plecarea iminentă a unei a doua nave din Larnaca, destinată transportării a 500 de tone de ajutor umanitar către Gaza. Sunt în curs eforturi pentru asigurarea finanțării necesare operării pe termen lung a Planului Amalthea, prim-ministrul Țărilor de Jos, Mark Rutte, anunțând o contribuție de 10 milioane de euro, iar Uniunea Europeană angajându-se să ofere o finanțare de 70 de milioane de euro.

### Economie
La 20 decembrie 2023, ministrul Muncii, Yiannis Panayiotou, a anunțat majorarea salariului minim de la 940 la 1.000 de euro pe lună. Inițial, angajatorii s-au opus creșterii și au propus ulterior o majorare până la 970 de euro, în timp ce sindicatele au solicitat un salariu minim de 1.020 de euro. Decizia guvernului de a stabili salariul minim la 1.000 de euro a fost întâmpinată cu reacții variate din partea părților interesate.
În iunie 2024, agențiile de rating Fitch și S&P au îmbunătățit calificativul pe termen lung al Ciprului de la „BBB” la „BBB+”. Excedentul bugetar de 3,1% este printre cele mai ridicate din Uniunea Europeană, iar datoria publică națională este estimată să scadă la 65,1% din PIB până în 2025, de la 115% în 2020, reflectând una dintre cele mai rapide rate de reducere a datoriei din UE. Agențiile prevăd, de asemenea, o creștere economică anuală solidă de aproximativ 3% pentru perioada 2024–2027, în ciuda provocărilor generate de invazia rusă în Ucraina și de războiul din Gaza.
În noiembrie 2024, agenția de rating Moody's a îmbunătățit calificativul de credit al Ciprului cu două trepte, de la Baa2 la A3, invocând îmbunătățirile fiscale susținute ale țării, reducerea semnificativă a datoriei și creșterea economică stabilă.

### Imigrație
La preluarea mandatului la începutul anului 2023, Christodoulides s-a confruntat cu o criză majoră a migranților, agravată ulterior de izbucnirea războiului din Gaza în același an. El a declarat că Cipru se află într-o „stare de criză gravă” și a solicitat intervenția Uniunii Europene pentru a gestiona fluxul de migranți ilegali proveniți din Libanul vecin. În iunie 2024, a fost înființat Ministerul Adjunct pentru Imigrație, cu Nikolas Ioannides ca prim ministru adjunct. În primul an de mandat al lui Christodoulides, Cipru a înregistrat o creștere semnificativă a deportărilor de migranți ilegali și o scădere cu 50% a noilor sosiri, atrăgând aprecieri din partea oficialilor europeni. Potrivit Ministerului de Interne, numărul noilor sosiri a scăzut la 220 până în mai 2024, față de 21.565 în mai 2022; iar numărul persoanelor aflate în Centrul de Primire de Urgență Pournara a scăzut la 254 în mai 2024, comparativ cu 3.145 în aprilie 2022.

### Transformare digitală
În octombrie 2023, guvernul lui Christodoulides a prezentat planurile ambițioase pentru transformarea digitală, asigurând o finanțare de 282 de milioane de euro din fonduri europene pentru implementarea „Planului Strategic 2024–2026”. Acest plan cuprinzător include diverse inițiative, precum integrarea inteligenței artificiale, promovarea conectivității prin rețele de mare viteză, intensificarea competențelor digitale prin educație, sprijinirea cercetării și inovării, încurajarea antreprenoriatului în domeniul startupurilor și consolidarea mecanismelor de apărare împotriva amenințărilor cibernetice. Ministerul Adjunct pentru Inovație joacă un rol esențial în implementarea acestor inițiative, concentrându-se pe trei piloni-cheie: transformarea digitală a Ciprului, dezvoltarea unei economii inovatoare durabile și protejarea infrastructurii naționale. Transformarea urmărește să îmbunătățească eficiența serviciilor, să automatizeze procesele, să crească transparența guvernării și să stimuleze inovația, contribuind astfel la dezvoltarea economică și la crearea de locuri de muncă. În calitate de ministru adjunct al cercetării, inovării și politicii digitale în guvernul lui Christodoulides, Philippos Hadjizacharias a subliniat obiectivul executivului de a transforma Cipru într-un important centru tehnologic.

### Politică externă

#### Relațiile cu Statele Unite ale Americii

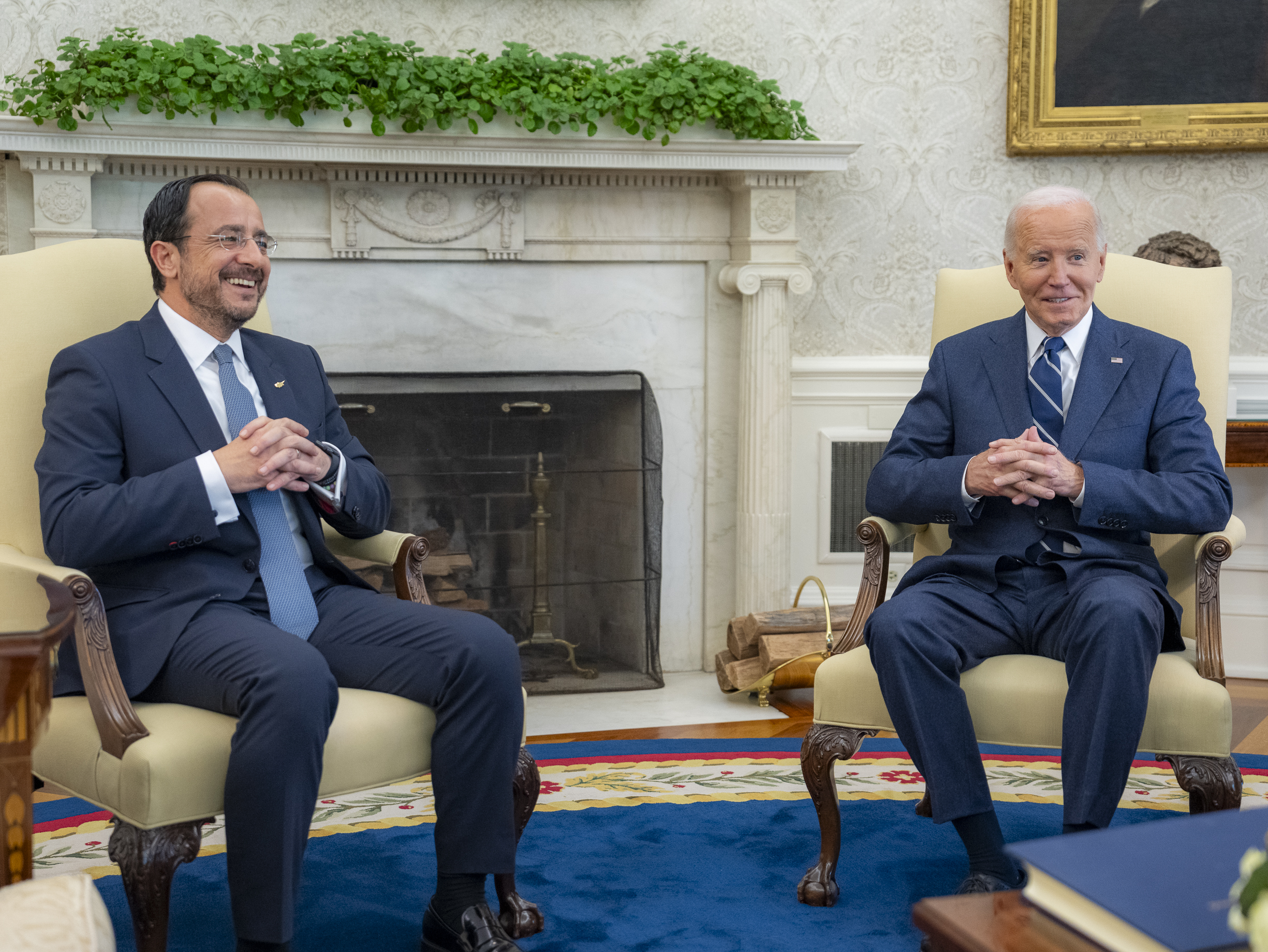
Christodoulides împreună cu președintele american Joe Biden în Biroul Oval la 30 octombrie 2024

Sub președinția lui Christodoulides, Cipru și Statele Unite au inițiat un dialog strategic, aprofundând semnificativ relațiile bilaterale în domenii precum securitatea, energia și investițiile. Acest dialog a plasat Ciprul printre un grup restrâns de națiuni angajate în discuții de nivel înalt cu SUA de două ori pe an și a avansat obiectivul Ciprului de a adera la Programul de scutire de vize al Statelor Unite (engleză Visa Waiver Program).
Christodoulides a acceptat invitația președintelui american Joe Biden de a vizita Casa Albă la 30 octombrie 2024, marcând prima vizită a unui președinte cipriot la Casa Albă de la primirea lui Glafcos Clerides de către Bill Clinton în iunie 1996. Cei doi lideri au purtat discuții oficiale pe teme precum relațiile bilaterale, diversificarea energetică și stabilitatea regională și internațională. Biden și-a exprimat, de asemenea, optimismul privind reunificarea Ciprului pe baza unei federații bizonale și bicomunale.
La 15 ianuarie 2024, președintele Biden a semnat o decizie prezidențială prin care Ciprul este integrat în trei programe esențiale de apărare ale Statelor Unite: programul Foreign Military Sales (FMS), programul Excess Defense Articles (EDA) și programele prevăzute de Titlul 10 pentru instruirea și dotarea forțelor de securitate străine.

## Controverse
În ianuarie 2024, Christodoulides a fost criticat de opinia publică și de mass-media atât în Cipru, cât și în Grecia, pentru demiterea ministrului apărării Michalis Giorgallas, aparent în urma presiunilor din partea guvernului grec, care nu era de acord cu poziția lui Giorgallas privind o doctrină comună de apărare.

## Viață personală
Christodoulides are patru copii împreună cu soția sa, Philippa Karsera, diplomat originar din Dora. Cei doi s-au cunoscut în 1999, când erau proaspăt numiți atașați diplomatici în cadrul Ministerului Afacerilor Externe. Philippa Karsera a activat în cadrul Înaltului Comisariat al Ciprului în Regatul Unit, apoi la Ambasada Ciprului din Atena și la Reprezentanța Permanentă a Ciprului pe lângă Uniunea Europeană, la Bruxelles. Ulterior, a fost promovată în funcția de director adjunct al Biroului Diplomatic al Președintelui, în cadrul Palatului Prezidențial din Cipru. În februarie 2022, a preluat conducerea direcției pentru managementul crizelor din Ministerul Afacerilor Externe.
În februarie 2025, viața lui Christodoulides a fost amenințată, o listă de revendicări fiindu-i transmisă, în care se preciza că, dacă nu se va conforma cerințelor, el și familia sa vor fi în pericol iminent. Ca urmare a amenințării, Garda Prezidențială a sporit măsurile de protecție în jurul președintelui, iar Poliția Ciprului împreună cu Serviciul de Informații al Ciprului au demarat o anchetă pentru a identifica sursa amenințărilor, lansând totodată o investigație internațională în acest caz.
Christodoulides a contribuit la jurnale academice naționale și internaționale și este autorul a două cărți: Planuri pentru soluționarea problemei cipriote 1948–1978 (2009) și Relațiile dintre Atena și Nicosia și problema cipriotă 1977–1988 (2013).

## Distincții și onoruri

### Onoruri naționale
- Mare Maestru și Colan Mare al Ordinului Makarios al III-lea (28 februarie 2023)
- Mare Maestru al Ordinului de Merit al Republicii Cipru (28 februarie 2023)

### Onoruri străine
- Germania: Mare Cruce, Clasa Specială, a Ordinului de Merit al Republicii Federale Germania (12 februarie 2024)
- Patriarhia Ortodoxă Greacă a Ierusalimului: Mare Cruce Cavaler al Ordinului Cruciaților Ortodocși ai Sfântului Mormânt (22 martie 2018)
- Grecia: Mare Cruce a Ordinului Mântuitorului (13 martie 2023)[90]
- Italia: Mare Cruce Cavaler cu Colan al Ordinului de Merit al Republicii Italiene (26 februarie 2024)
- Țările de Jos: Mare Cruce Cavaler al Ordinului Leului Neerlandez (4 martie 2025)
- Polonia: Mare Cruce a Ordinului de Merit al Republicii Polone (4 octombrie 2021)[91][92]
- Serbia: Ordinul Steagului Sârb, Clasa I (4 mai 2021)[93][94]